# 横琴马拉松
横琴马拉松（英語：Hengqin Marathon），是于广东省横琴粵澳深度合作区举行的马拉松赛事，比赛于2018年开始举行。是中国内地A1级赛事，同时获评中国田径协会铜牌赛事和最美赛道赛事。

## 历史沿革
2018年，横琴马拉松申办成功，成为继2014年珠海半程马拉松之后，珠海又一项马拉松赛事，也是该地区唯一有“全马”项目的马拉松赛事。
2019年成功举办第二届，并于2020年获评中国田径协会铜牌赛事和最美赛道赛事。
2020年受2019冠状病毒病疫情影响，赛事仅接受中国内地及澳门本地居民报名参与，并对来自高风险地区的参赛人员实行严格管控。
2021年，於11月6日啟動報名，並計劃於12月26日開跑。橫琴人壽橫琴馬拉松官方微信平台於12月9日發出通告，宣布取消舉辦2021橫琴人壽橫琴馬拉松。
2022年，於11月8日啟動報名，定於12月25日開跑。2022年12月19日，組委會發出消息指，經橫琴馬拉松組委會綜合研判，審慎研究後決定延至2023年1月8日舉辦。2023年1月4日，組委會發出公告，稱當時眾多參賽者處於COVID-19康復階段，不宜高強度運動，經慎重研究，決定延至該年2月26日舉行，已獲參賽資格的選手會保留名額，日後再開啟報名。2023年2月26日，馬拉松重新開跑，吸引12,000人參與，亦吸引500多名澳門選手參賽，該屆活動同時是橫琴粵澳深度合作區掛牌成立以來首次大型體育盛事。
2023年，於11月16日至28日開放報名，定於12月31日開跑，作為該年“粵港澳大灣區馬拉松收官戰”，該屆賽事獲中國田徑協會認證，參賽規模將達2萬人；主辦單位籍“港澳車北上”落地實施加上元旦假期之際，對港澳選手視為重點人群之一以吸引參賽。
2024年，受珠海市體育中心駕車撞人事件影響，原定於12月29日開跑的橫琴馬拉松延期至2025年3月23日举办。

## 往届成绩
| 届数 | 年份   | 男子组冠军                    | 用时 (h:m:s) | 女子组冠军                            | 用时 (h:m:s) |
| ---- | ------ | ----------------------------- | ------------ | ------------------------------------- | ------------ |
| 3    | 2022年 | 岑萬江（中国）                | 2:14:56      | 陳爲芬（中国）                        | 2:41:52      |
| 2    | 2019年 | David Kipkoech（肯尼亚）      | 2:17:33      | 路颖（中国）                          | 2:52:03      |
| 1    | 2018年 | Kenneth Kirop Omulo（肯尼亚） | 2:29:00      | Everline Jepchirchir Kosgei（肯尼亚） | 2:59:00      |